# Sabeel
Sabeel är en kristen ekumenisk solidaritetsorganisation. med bas i Jerusalem.
Sabeel, som på arabiska betyder ungefär vägen och även vattenkälla, utgör ett kristet ekumeniskt teologiskt centrum i Jerusalem. Det bildades av anglikanska präster. En partner är presbyterianska kyrkan i USA. Man har avdelningar i USA, Kanada, Storbritannien, Norge, Danmark, Irland, Frankrike, Sverige, Tyskland och Österrike.
Organisationen står i opposition till Israels officiella ockupationspolitik och arbetar bland annat för att öka kunskapen om de kristna i de palestinska områdena.